# Svalvingad trögfågel
Svalvingad trögfågel (Chelidoptera tenebrosa) är en fågel i familjen trögfåglar inom ordningen jakamar- och trögfåglar.

## Utbredning och systematik
Svalvingad trögfågel placeras som enda art i släktet Chelidoptera. Den delas in i tre underarter:
- C. t. tenebrosa – förekommer från östra Colombia till Guyanaregionen, norra Bolivia och Brasilien (förutom den sydöstra delen)
- C. t. brasiliensis – förekommer i de kustnära delarna av sydöstra Brasilien
- C. t. pallida – förekommer i nordvästra Venezuela

## Status och hot
Arten har ett stort utbredningsområde och tros öka i antal. Internationella naturvårdsunionen IUCN listar den därför som livskraftig (LC).